# МіГ-29К
МіГ-29К — радянський/російський палубний винищувач. Являє собою подальший розвиток винищувача МіГ-29.
Перший політ МіГ-29К здійснив 1988 року.

## Історія створення
МіГ-29К був розроблений замість проєкту МіГ-23К, що розроблявся на початку 70-х років для комплектування змішаної групи корабельної авіації. У групу повинні були входити: Су-24К, МіГ-23К, Ан-71, а також перспективний літак-торпедоносець. Однак у зв'язку зі зміщенням часу побудови повноцінного авіаносного крейсера на пізніший термін, а також завдяки старанням конструкторів КБ, вдалося переконати Міністерство оборони у необхідності розробки проєктів на основі майбутніх перспективних літаків Су-27 і МіГ-29. У групі палубної авіації для 29-ки відводилася роль багатофункціональної машини (аналогічно американському F/A-18: як штурмовика, так і літака завоювання переваги в повітрі на невеликих дистанціях, також передбачалося використовувати винищувач в ролі розвідника.
Розробка концепції літака почалася з 1978 року, а безпосереднє проєктування машини почалося в 1984 році, проте до випробувань на комплексі НИТКА від ОКБ МіГ приступили спершу на звичайному МіГ-23, а потім на МіГ-29ЛЛ-летюча лабораторія (від звичайного МіГ-29 він відрізнявся відсутністю РЕО і посиленим шасі) і 21 серпня 1982 льотчик-випробувач А. Г. Фастовець вперше виконав зліт з трампліну. Посадку на палубу авіаносного крейсера і перший зліт з нього МіГ-29К здійснено 1 листопада 1989 під керуванням Токтара Аубакірова.
Однак проєкт МіГ-29К з початку 1990-х років не міг розраховувати на держзамовлення, просування Симоновим машини Су-25УТГ як навчально-тренувального літака і його зв'язки, як колишнього заступника міністра, не дозволили зробити авіагрупи змішаними. Цьому ж сприяла економічна криза, держава не могла фінансувати одночасно два проєкти, тому проєкт МіГ-29К був закритий, проте його в ініціативному порядку за свої гроші просувало КБ. Зараз ця машина обладнана аналогічно до МіГ-29М2 (МіГ-35).
Перший етап ДВП було розпочато в серпні 1991, на 2 Міг-29К в цілому провели 450 польотів, МО РФ дало дозвіл на серійне виробництво, але через кризу 90-х програма була заморожена.
У 1999 РСК МіГ відновлює програму Міг-29К, корпорація значно удосконалила МіГ-29К.
Випробування МіГ-29К тривали з 2002 по 2006, за програмою виконано 700 польотів.
20 січня 2007 перший політ МіГ-29КУБ.
Порівняно з американськими аналогами МіГ-29К має досить вузький профіль застосування.

## Опис
МіГи палубного базування є багатофункціональні всепогодні машини покоління «4++». В їх завдання входить протиповітряна і протикорабельна оборони з'єднання кораблів, нанесення ударів по наземних об'єктах противника.
Перелік змін внесених в палубну версію винищувача: покращена антикорозійний захист планера, посилені стійки шасі, а механізм передньої стійки повністю перебудований під умови роботи, посилено планер, частка композитних матеріалів доведена до 15 %, прибраний посадковий парашут, встановлений гак (посадковий гак), крила стали складатися, поліпшена механізація крила для поліпшення злітно-посадкових характеристик, збільшений запас палива, встановлена система дозаправки в повітрі, збільшена маса озброєння, знижена помітність літака в радіолокаційному діапазоні, на літаку встановлена багатофункціональна багаторежимна імпульсно-доплерівська бортова радіолокаційна станція «Жук-МЕ», двигуни РД-33МК, нова ЕДСУ з чотирикратним резервуванням, БРЕО стандарту MIL-STD-1553B з відкритою архітектурою.
МіГ-29К можуть базуватися на авіанесучих кораблях здатних приймати літаки масою понад 20 тонн, обладнаних злітним трампліном і посадковим аерофінішером, а також на наземних аеродромах. Літаки озброєні керованими ракетами РВВ-АЕ і Р-73Е для повітряного бою; протикорабельними ракетами Х-31А і Х-35; протирадіолокаційними ракетами Х-31П і коректованими авіабомбами КАБ-500Кр для ураження наземних і надводних цілей.

## Модифікації
- МіГ-29К «9-31»
- МіГ-29К «9-41»
- МіГ-29КУБ «9-47»

## Контракти
МіГ-29К переміг в конкурсі на комплектування авіакрила індійського авіаносця «Vikramaditya» і перспективного авіаносця ВМС Індії.
Індія уклала контракт від 20 січня 2004 року, ціною в $ 730 млн на розробку і постачання 16 винищувачів (4 Міг-29КУБ, 12 Міг-29К), контракт передбачав опціон на 30 МіГ-29 з терміном поставок до 2015 року, який був реалізований в жовтні 2009.
Станом на серпень 2011, Індія отримала 11 МіГ-29К. Поставки були розпочаті з 2009[джерело?].
Станом на серпень 2023 Індія визнала бракованими всі 45 літаків МіГ-29К, раніше куплені для ВМФ у московитів на суму $ 2,2 млрд[джерело?]. 
У 2012 ВМС Росії уклало контракт на поставку 20 Міг-29К і 4 Міг-29КУБ. Термін виконання 2015 рік[джерело?].

## Оператори
- Індія — 33 МіГ-29К/КУБ станом на 2015 рік[2].
- Росія — 2 МіГ-29К; 2 МіГ-29КУБ станом на 2015 рік[3]. В 2016 році до Авіації Військово-морського флоту було поставлено 20 МіГ-29К та 4 МіГ-29КУБ[4][5][6].

## Аварії та катастрофи
| дата              | місце                                                     | належність літака    | подія | Причини | жертви |
| ----------------- | --------------------------------------------------------- | -------------------- | --- | ------- | ------ |
| 23 червня 2011    | хутір Кабановський, Астраханська область                  | Росія                | впав на землю під час планового випробувального польоту | —       | 2/2    |
| 4 грудня 2014     | Московська область                                        | корпорація МіГ Росія | впав на землю під час планового випробувального польоту | —       | 1/2    |
| 13 листопада 2016 | Адмірал Кузнєцов в Середземному морі біля узбережжя Сирії | ВМФ РФ               | упав в море невдовзі після зльоту з АКР Адмірал Кузнєцов під час виконання тренувальних польотів перед завданням ударів по об'єктах в Сирії. Пілот катапультувався, його здоров'ю нічого не загрожувало. Аварія сталася через технічну несправність. На думку дослідників британського аналітичного центру RUSI офіційно названа причина аварії — безлад на палубі після обриву двох тросів авіафінішера, насправді покликана приховати справжню причину аварії — низьку надійність силової установки літака (спричиненої, в тому числі, проблемами з електронною системою управління). | —       | 0/1    |
| 23 лютого 2020    | Поблизу узбережжя Гоа                                     | ВМС Індії            | Упав в Аравійське море під час виконання навчального польоту. Одному пілоту вдалось вчасно катапультуватись, іншого довелось шукати. Винищувач базувався на індійському авіаносці «Вікрамадітья». | —       | 0/1    |